# Canadá no Campeonato Mundial de Ginástica Artística
O Canadá participou pela primeira vez no Campeonato Mundial de 1962. Somente em 1987, um ginasta canadense, Curtis Hibbert, ganhou a primeira medalha do Canadá. Em 2006, Elyse Hopfner-Hibbs se tornou a primeira ginasta artística feminina a ganhar uma medalha para o Canadá. Em 2022, a seleção feminina canadense conquistou sua primeira medalha por equipe, um bronze.

## Medalhistas
| Medalha | Nome                                                                                     | Ano            | Evento                    |
| ------- | ---------------------------------------------------------------------------------------- | -------------- | ------------------------- |
| Prata   | Curtis Hibbert                                                                           | Roterdã 1987   | Barra fixa                |
| Bronze  | Curtis Hibbert                                                                           | Paris 1992     | Salto masculino           |
| Prata   | Alexander Jeltkov                                                                        | Tianjin 1999   | Barra fixa                |
| Bronze  | Kyle Shewfelt                                                                            | Anaheim 2003   | Solo masculino            |
| Bronze  | Kyle Shewfelt                                                                            | Anaheim 2003   | Salto masculino           |
| Prata   | Brandon O'Neill                                                                          | Melbourne 2005 | Solo masculino            |
| Bronze  | Kyle Shewfelt                                                                            | Arhus 2006     | Solo masculino            |
| Bronze  | Elyse Hopfner-Hibbs                                                                      | Arhus 2006     | Trave                     |
| Prata   | Ellie Black                                                                              | Montreal 2017  | Individual geral feminino |
| Prata   | Shallon Olsen                                                                            | Doha 2018      | Salto feminino            |
| Prata   | Ana Padurariu                                                                            | Doha 2018      | Trave                     |
| Bronze  | Ellie Black, Laurie Denommée, Denelle Pedrick, Emma Spence, Sydney Turner, Shallon Olsen | Liverpool 2022 | Equipes femininas         |
| Prata   | Ellie Black                                                                              | Liverpool 2022 | Trave                     |

## Quadros de medalha

### Por gênero
| Gênero    | Ouro | Prata | Bronze | Total |
| --------- | ---- | ----- | ------ | ----- |
| Feminino  | 0    | 4     | 2      | 6     |
| Masculino | 0    | 3     | 4      | 7     |

| Medalha | Nome                     | Year         | Event           |
| ------- | ------------------------ | ------------ | --------------- |
| Prata   | Félix Dolci              | Győr 2019    | Solo masculino  |
| Ouro    | Félix Dolci              | Győr 2019    | Argolas         |
| Prata   | Victor Canuel            | Antália 2023 | Salto masculino |
| Bronze  | Cristella Brunetti-Burns | Antália 2023 | Trave           |